# Triquéra
 (mars 2020).

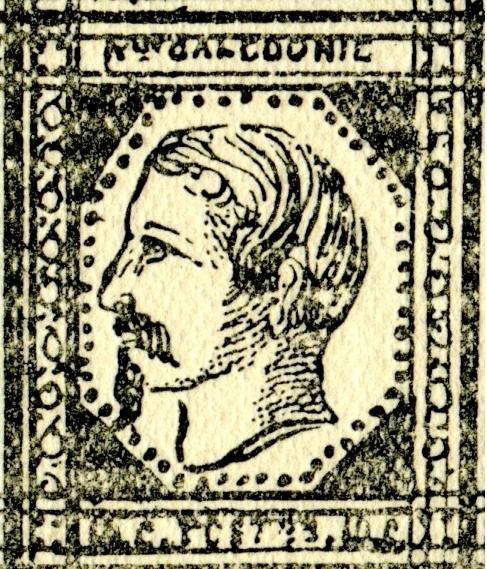
Triquéra, Nouvelle-Calédonie, 1860.

« Triquéra » est le nom donné au premier timbre de Nouvelle-Calédonie émis en 1860, du nom de son créateur, Louis Triquéra.

## Description
Sa valeur faciale est de 10 centimes, c'est un timbre noir-grisâtre, sans dents ni colle avec au centre l'empereur des Français, Napoléon III, de profil.

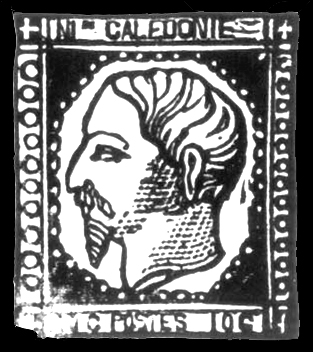
Un des « Triquéra », d'après une gravure publiée dans What philately teaches de John N. Luff, publié en 1899.

## Histoire
En 1859, l'autorité de l'île prend la décision de développer la correspondance interne, c'est pourquoi en l'absence de timbres postaux l'administration de la colonie décide d'émettre ses propres timbres. La conception du timbre est confiée au sergent Louis Triquéra, graveur dans la vie civile. En utilisant comme motif l'image de l'empereur Napoléon III en 1853, avec peu de moyens, le sergent prépare sur la pierre lithographique 50 clichés pour les timbres. Il grave chaque cliché séparément, et par conséquent tous les timbres diffèrent les uns des autres, on peut donc dire qu'il existe 50 variations de ce timbre. La seule imprimerie de journaux de l'île fut utilisée pour l'impression des timbres postaux.
Le 1er janvier 1860 dans le bureau de Port-de-France (aujourd'hui Nouméa) sont entrés 30 planches de timbres avec la marque de première édition, c'est-à-dire seulement 1 500 timbres. La séparation entre chaque timbre étant courte, il était difficile de séparer les timbres, c'est pourquoi les timbres se vendaient par planche. De cette manière, aujourd'hui il existe encore des planches complètes.
Ces timbres ont été émis sans l'accord de Paris.

## Sources
- The Philatelist: An Illustrated Magazine for Stamp Collectors, Volume 10.
- The Project Gutenberg eBook, What Philately Teaches, by John N. Luff.